# Eupholus chevrolati
Espèce
Eupholus chevrolati est une espèce d'insectes coléoptères phytophages du genre Eupholus (charançon bleu) originaire des îles Aru. Son nom honore la mémoire de l'entomologiste français Auguste Chevrolat (1799-1884).

## Description
Eupholus chevrolati est plus petit que d'autres espèces d'Eupholus n'excédant pas 24 mm pour le mâle. L'espèce est marquée par un certain dimorphisme: le pronotum (thorax) du mâle, ce dernier légèrement plus long dans l'ensemble que la femelle, étant plus large et bombé que le pronotum de la femelle. Cette espèce qui vit surtout la nuit est reconnaissable par sa couleur. Son fond est noir moucheté de bleu azur à turquoise et formant comme trois bandes irrégulières transversales noires sur les élytres dont les deux dernières sont reliées entre elles par des taches noires formant ainsi deux paires de taches bleues de chaque côté de la partie postérieure des élytres. Ceux-ci sont recouverts d'une membrane chitineuse coriace. Le dessus du rostre est noir. Les antennes bleues se terminent par des massues noires. Les pattes sont bleues légèrement maculées de noir.